# Кавалерс, Рудольф Эдуардович
Рудольф Эдуардович Кавалерс (апрель 1893, Либава — 27 декабря 1937, Киев) — военный деятель, участник Первой мировой войны, Гражданской войны. Начальник политотдела 7-го стрелкового корпуса. Дивизионный комиссар (28.11.1935). Репрессирован.

## Биография
Родился в апреле 1893 г. в г. Либава Курляндской губернии в семье рабочего. Латыш. Член ВКП(б)с 1913 г. 
Окончил двухклассное городское училище. До военной службы работал маляром. Состоял в Либавской организации социал-демократов Латвии, избирался членом городского комитета партии.

### В РИА
В 1914 г. был арестован, посажен в Виленскую тюрьму, а затем отправлен в ссылку, которую отбывал в Нарымском крае Томской губернии.

### В Красной гвардии
После Февральской революции 1917 г. участвовал в создании отрядов Красной гвардии в г. Томске. Будучи призванным в армию, проводил антивоенную агитацию среди солдат 229-го запасного полка (г. Коростень). С ноября 1917 г. в Москве — адъютант начальника караула Центрального штаба Красной гвардии.

### В РККА
В Красной армии добровольно с 1918 г. Участник Гражданской войны. Воевал на Восточном и Южном фронтах. До ноября 1918 г. работал в должности помощника Московского городского военного комиссара. Некоторое время работал в Регистрационном управлении РВС Республики. С ноября 1918 г. по февраль 1919 г. — военком полевого управления штаба 4-й армии Восточного фронта. С февраля 1919 г. — военком штаба 22-й стрелковой дивизии. В апреле — мае 1920 г. — военком той же дивизии.
После Гражданской войны на ответственных должностях политсостава в войсках Северо-Кавказского, Белорусского, Украинского и Харьковского военных округов. В марте 1921 г. участвовал в подавлении Кронштадтского мятежа в качестве красноармейца 501-го стрелкового полка, за что удостоен ордена Красного Знамени...
В приказе Реввоенсовета Республики № 93 от 23 марта 1921 г. отмечалось, что Р. Э. Кавалерс награждён 

«за то, что в качестве стрелка 501-го полка, участвуя в штурме фортов и Кронштадтской крепости, личной храбростью и примером вдохновлял красных бойцов, чем способствовал окончательному очищению Кронштадта от контрреволюционных банд»
.
В 1921—1922 гг. учился на подготовительном отделении Военной академии РККА. До февраля 1923 г. состоял в распоряжении политуправления Северо-Кавказского военного округа. С февраля 1923 г. — военком штаба, а с октября того же года — помощник военкома 22-й Краснодарской стрелковой дивизии. С февраля 1924 г. — ответственный секретарь партийной комиссии той же дивизии. С июня того же года — ответственный секретарь партийной комиссии Северо-Кавказского военного округа. С февраля 1925 г. — начальник политотдела 22-й Краснодарской стрелковой дивизии. С ноября того же года — помощник командира 3-го кавалерийского корпуса по политической части.
В 1926-1927 гг. — слушатель Курсов усовершенствования высшего политсостава при Военно-политической академии имени Н. Г. Толмачева. После окончания курсов в 1927 г. назначен помощником командира 6-го стрелкового корпуса по политической части. С марта 1929 г. — помощник командира 7-го стрелкового корпуса по политической части. В 1931 г. окончил КУВНАС при Военной академии имени М. В. Фрунзе. В первой половине 30-х годов был на подпольной партийной работе в Латвии, где подвергся аресту в Риге как кандидат в сейм от левых рабочих организаций. После освобождения возвратился в СССР и продолжил службу в Красной армии в прежней должности — помощника командира по политической части и начальника политотдела 7-го стрелкового корпуса.
В сентябре 1937 г. зачислен в распоряжение Управления по командно-начальствующему составу РККА. В октябре 1937 г. по политическому недоверию уволен в запас.

### Арест, расстрел, реабилитация
Арестован 31 октября 1937 г. Военной коллегией Верховного суда СССР 26 декабря 1937 г. по обвинению в шпионаже и участии в военном заговоре приговорен к расстрелу.
Приговор приведен в исполнение 27 декабря 1937 г. Киев ?
Определением Военной коллегии от 13 мая 1958 г. реабилитирован.

## Награды
- Орден Красного Знамени (приказ Реввоенсовета Республики № 93 от 23 марта 1921 г)[3][4].

## Воинские чины и звания
- Нижний чин
- Дивизионный комиссар (28.11.1935) [5].